# Saigós
Saigós (Saigots en euskera) es una localidad española y un concejo de la Comunidad Foral de Navarra perteneciente al municipio de Esteríbar. Está situado en la Merindad de Sangüesa, en la Comarca de Auñamendi. Su población en 2014 fue de 69 habitantes (INE).